# Isopterygiopsis muelleriana
Isopterygiopsis muelleriana là một loài Rêu trong họ Plagiotheciaceae. Loài này được (Schimp.) Z. Iwats. miêu tả khoa học đầu tiên năm 1970.